# Schwarzer See (Garbsen)
Der Schwarze See in Garbsen, Ortsteil Berenbostel ist eine ehemalige Tonkuhle und ein heute auch für Taucher geeigneter Badesee. Der See ist heute Teil des Naherholungsgebietes Garbsener Stadtpark und liegt direkt an dem für Radtouren konzipierten Fahrradweg Grüner Ring auf der Strecke Marienwerder–Garbsen–Seelze in der Region Hannover.

## Geschichte
Im Zuge der Industrialisierung, des wirtschaftlichen Aufbruchs in den Städten und der damit einhergehenden regen Bautätigkeit stieg die Nachfrage nach Baustoffen im 19. Jahrhundert rasch an. Aufgrund der in der Gegend um Berenbostel reich vorgefundenen Ton-Vorkommen siedelten sich dort in kurzer Folge mehrere Ziegeleien an.
Auf dem Gelände des späteren Garbsener Stadtparks nahm in der Gründerzeit des Deutschen Kaiserreichs im Jahr 1885 die als GmbH gegründete Hannoversche Dampfziegelei, auch Hannoversche Dampf-Ziegelei genannt, ihren Betrieb auf, die dort bis in das Jahr 1966 ihre irdenen Waren produzierte.
Nach der Flutung der ehemaligen Tonkuhle konnte der Tauch Club Hannover den Schwarzen See als Vereins- und Übungsgewässer nutzen. Die Taucher teilen sich die Nutzung des Sees mit dem Angler-Club-Berenbostel.
Der Schwarze See gilt als Keimzelle des ab 1984 entstandenen Stadtparks in Garbsen.
Ähnlich wie der ebenfalls am Grünen Ring gelegene Berenbosteler See gilt der heute mit Wasser gefüllte Schwarze See als erhaltenes Zeugnis der Tonverarbeitung in Berenbostel. Als eines der letzten Elemente der ehemaligen Industrienutzung auf dem Gelände findet sich die Ruine eines ehemaligen Ringofens in der überwiegend naturnah gestalteten heutigen Parklandschaft des Garbsener Stadtparks. Das erhaltene Gewölbe des Ringofens entwickelte sich zu einem bedeutsamen „Biotop für den Arten- und Lebensraumschutz“, das unter anderem von Fledermäusen als Quartier genutzt wird.
Zu den erhaltenen Zeugnissen industrieller Tonverarbeitung zählt auch das ehemals benachbarte Ziegeleigebäude der Hannoverschen Dampf-Ziegelei, das später auf dem heutigen Grundstück von Möbel Hesse unter anderem als Möbellager genutzt wurde.